# Villa Vaganay
La Villa Vaganay est une villa du début du XXe siècle,  située à Vienne, en Isère. L'ornementation et l'ameublement de style art nouveau font appel aux artistes de l'École de Nancy.
Depuis 2003, l'édifice est labellisé « Patrimoine du XXe siècle » de l'Isère.

## Histoire du bâtiment
La villa a été acquise par Auguste Vaganay (1873-1950), industriel dont le père, Joseph, avait créé une manufacture de draps en 1836. Il semble que le bâtiment ait été construit d'un seul tenant, même si un descendant de la famille assure que lors de l'acquisition de la parcelle en 1913 il existait déjà un corps de bâtiment dans sa partie nord.